# Deutsche Einband-Meisterschaft 2013/14

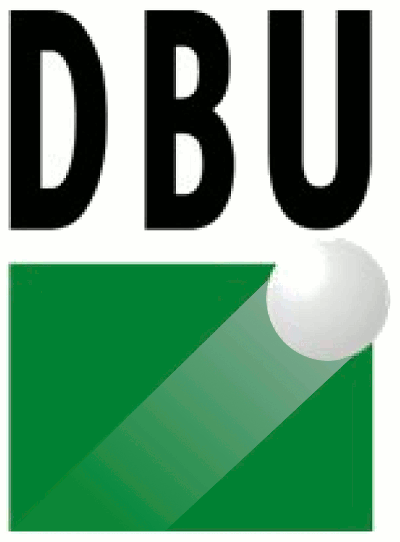
Verbandslogo: DBU

Die Deutsche Einband-Meisterschaft 2013/14 ist eine Billard-Turnierserie und fand vom 23. bis zum 24. Oktober 2013 in Bad Wildungen zum 60. Mal statt.

## Geschichte
Durch die Siege gegen den Titelverteidiger Wolfgang Zenkner im Halbfinale und Markus Dömer im Finale gewann der Kemptner Dieter Steinberger verdient seinen zweiten deutschen Meistertitel im Einband. Zusammen mit Zenkner wurde Carsten Lässig Dritter. Die besten Turnierleistungen zeigte wie gewohnt der Münchner Zenkner.

Die kompletten Ergebnisse stammen aus eigenen Unterlagen und er österreichischen Billardzeitung Billard.

## Modus
Gespielt wurde in zwei Vierergruppen bis 100 Punkte oder 20 Aufnahmen. Die zwei Gruppenbesten kamen danach in die K.o.-Spiele des Halbfinales. Ab hier wurde bis 100 Punkte ohne Aufnahmenbegrenzung gespielt.
Die Endplatzierung ergab sich aus folgenden Kriterien:
1. Matchpunkte (MP)
2. Generaldurchschnitt (GD)
3. Bester Einzeldurchschnitt (BED)
4. Höchstserie (HS)

## Teilnehmer (alphabetisch)
1. Wolfgang Zenkner (BC München), Titelverteidiger
2. Sven Daske (SCB Langendamm)
3. Markus Dömer (Bergisch-Gladbacher BC)
4. Orhan Erogul (BC Frankfurt)
5. Carsten Lässig (BG Coesfeld)
6. Uwe Matuszak (BF Krefeld-Königshof)
7. Arnd Riedel (BC Wedel)
8. Dieter Steinberger (BC Kempten)

### Gruppenphase
| Platz                     | Name             | MP  | Pkte. | Aufn. | GD    | BED   | HS |
| ------------------------- | ---------------- | --- | ----- | ----- | ----- | ----- | -- |
| 1                         | Wolfgang Zenkner | 6:0 | 300   | 29    | 10,34 | 20,00 | 50 |
| 2                         | Carsten Lässig   | 2:4 | 241   | 44    | 5,47  | 6,25  | 22 |
| 3                         | Arnd Riedel      | 2:4 | 190   | 45    | 4,22  | 4,60  | 32 |
| 4                         | Uwe Matuszak     | 2:4 | 184   | 52    | 3,39  | –     | 21 |
| Gruppendurchschnitt: 5,38 |                  |     |       |       |       |       |    |

| Platz                     | Name               | MP  | Pkte. | Aufn. | GD   | BED   | HS |
| ------------------------- | ------------------ | --- | ----- | ----- | ---- | ----- | -- |
| 1                         | Markus Dömer       | 6:0 | 300   | 39    | 7,69 | 10,00 | 51 |
| 2                         | Dieter Steinberger | 4:2 | 246   | 42    | 5,85 | 7,14  | 35 |
| 3                         | Sven Daske         | 2:4 | 217   | 39    | 5,56 | 6,66  | 33 |
| 4                         | Orhan Erogul       | 0:6 | 114   | 46    | 2,47 | –     | 14 |
| Gruppendurchschnitt: 5,28 |                    |     |       |       |      |       |    |

### Finalrunde
| 1. Halbfinale      |     |     |    |      |      |    |
| Wolfgang Zenkner   | 0:2 | 79  | 14 | 5,64 | –    | 19 |
| Dieter Steinberger | 2:0 | 100 | 14 | 7,14 | 7,14 | 32 |

| 2. Halbfinale  |     |     |    |      |      |    |
| Markus Dömer   | 2:0 | 100 | 22 | 4,54 | 4,54 | 31 |
| Carsten Lässig | 0:2 | 96  | 22 | 4,36 | –    | 25 |

| Finale             |     |     |   |       |       |    |
| Dieter Steinberger | 2:0 | 100 | 6 | 16,66 | 16,66 | 30 |
| Markus Dömer       | 0:2 | 39  | 6 | 6,50  | –     | 25 |

## Abschlusstabelle
| MP    | Match Punkte (Sieger = 2; Unentschieden = 1; Verlierer = 0) |
| SV    | Satzverhältnis (nur bei Turnieren im Satzsystem)            |
| Pkte. | Erzielte Karambolagen                                       |
| Aufn. | benötigte Aufnahmen                                         |
| GD    | Generaldurchschnitt                                         |
| MGD   | Mannschafts-Generaldurchschnitt                             |
| BED   | Bester Einzeldurchschnitt eines Spielers                    |
| BEMD  | Bester Einzeldurchschnitt einer Mannschaft                  |
| BSD   | Bester Satzdurchschnitt eines Spielers                      |
| HS    | Höchstserie                                                 |
| WRP   | Weltranglistenpunkte                                        |

| Klassement                | Klassement | Klassement         | Klassement | Klassement | Klassement | Klassement | Klassement | Klassement | Klassement |
| Phase                     | Platz      | Name               | MP         | Pkt.       | Aufn.      | GD         | BED        | HS         |            |
| ------------------------- | ---------- | ------------------ | ---------- | ---------- | ---------- | ---------- | ---------- | ---------- | ---------- |
| Finale                    | 1          | Dieter Steinberger | 8:2        | 446        | 62         | 7,19       | 16,66      | 35         |            |
| Finale                    | 2          | Markus Dömer       | 8:2        | 439        | 67         | 6,55       | 10,00      | 51         |            |
| Halb- finale              | 3          | Wolfgang Zenkner   | 6:2        | 379        | 43         | 8,81       | 20,00      | 50         |            |
| Halb- finale              | 3          | Carsten Lässig     | 2:6        | 337        | 66         | 5,10       | 6,25       | 25         |            |
| Gruppen- phase            | 5          | Sven Daske         | 2:4        | 217        | 39         | 5,56       | 6,66       | 33         |            |
| Gruppen- phase            | 6          | Arnd Riedel        | 2:4        | 190        | 45         | 4,22       | 4,60       | 32         |            |
| Gruppen- phase            | 7          | Uwe Matuszak       | 2:4        | 184        | 52         | 3,39       | –          | 21         |            |
| Gruppen- phase            | 8          | Orhan Erogul       | 0:6        | 114        | 46         | 2,47       | –          | 14         |            |
| Turnierdurchschnitt: 5,49 |            |                    |            |            |            |            |            |            |            |